# لويز ألفريدو غارسيا روزا
لويز ألفريدو غارسيا روزا (بالبرتغالية: Luiz Alfredo Garcia Roza‏) (1936، ريو دي جانيرو في البرازيل)؛ كاتب وروائي برازيلي.

## روابط خارجية
- لويز ألفريدو غارسيا روزا على موقع IMDb (الإنجليزية)
- لويز ألفريدو غارسيا روزا على موقع قاعدة بيانات الفيلم (الإنجليزية)